# Blandinsville
Blandinsville es una villa ubicada en el condado de McDonough en el estado estadounidense de Illinois. En el Censo de 2010 tenía una población de 651 habitantes y una densidad poblacional de 285,63 personas por km².

## Geografía
Blandinsville se encuentra ubicada en las coordenadas 40°33′15″N 90°52′5″O / 40.55417, -90.86806. Según la Oficina del Censo de los Estados Unidos, Blandinsville tiene una superficie total de 2.28 km², de la cual 2.28 km² corresponden a tierra firme y (0%) 0 km² es agua.

## Demografía
Según el censo de 2010, había 651 personas residiendo en Blandinsville. La densidad de población era de 285,63 hab./km². De los 651 habitantes, Blandinsville estaba compuesto por el 98.46% blancos, el 0% eran afroamericanos, el 0% eran amerindios, el 0.46% eran asiáticos, el 0% eran isleños del Pacífico, el 0.31% eran de otras razas y el 0.77% pertenecían a dos o más razas. Del total de la población el 0.61% eran hispanos o latinos de cualquier raza.